# BK Jambol
BK Jambol ist ein bulgarischer Basketballverein aus Jambol.

## Geschichte
Der 1944 gegründete Verein spielt seit 1998 ununterbrochen in der höchsten bulgarischen Basketball-Liga. 
2002 konnte BK Jambol die Meisterschaft gewinnen, dies ist der größte Erfolg der Vereinsgeschichte. Seitdem zählt die Mannschaft jedes Jahr zum Favoritenkreis auf den Titel, jedoch kam man nach 2002 nicht mehr über das Halbfinale hinaus.
BK nahm zweimal am Korać-Cup teil, schied in diesem jeweils früh aus.

## Halle
Der Verein trägt seine Heimspiele in der 2.200 Plätze umfassenden Diana Hall aus. 

## Erfolge
- Bulgarischer Meister (2002)
- Bulgarischer Vizemeister (2001)